# Conferència de l'ONU sobre el Canvi Climàtic 2010
La Conferència de l'ONU sobre el canvi climàtic de 2010 (COP16/CMP6) o cimera de Cancun es va celebrar a l'Hotel Moon Palace, situat a quaranta quilòmetres de la zona hotelera de Cancun (Mèxic), del 29 de novembre al 10 de desembre de 2010, amb l'objectiu de debatre noves mesures per aturar el canvi climàtic i el seu finançament; tot i que al final no s'hi va aconseguir cap acord de rellevància. La participació i implicació política va ser molt escassa.
La conferència va incloure la 16a Conferència de les Parts (COP 16) de la Convenció Marc sobre el Canvi Climàtic i la 6a Conferència de las Parts en qualitat de reunió de les Parts en el Protocol de Kyoto (CMP 6).
Hi van participar unes 25.000 persones, d'entre els quals ministres de Medi Ambient de 194 països. S'hi va parlar dels possibles efectes del canvi climàtic i de com mitigar els seus efectes reduint les emissions de diòxid de carboni, com també s'hi van donar a conèixer nous informes sobre la necessitat de no augmentar les temperatures en més de dos graus Celsius. Les propostes però van ser les mateixes que ja s'havien fet l'any anterior a la Cimera de Copenhaguen (COP15), insuficients per a mantenir el canvi climàtic en un màxim de dos graus i que de tota manera no van aconseguir cap acord.

## Temes tractats
Les discussions i negociacions en terreny ministerial van partir de dos documents de treball preliminars de l'ONU.
- El primer text parlava de possibles descensos d'emissions atmosfèriques a llarg termini, de la lluita contra la desforestació, de la transferència de tecnologia i de les ajudes financeres als països en desenvolupament per a adaptar-se a noves tecnologies que emetin menys carboni.[3]
- El segon document incloïa les propostes per a prolongar el Protocol de Kyoto,[3] firmat l'any 1997 i que establia compromisos vinculants fins al 2012 per a quaranta països, causants en conjunt del 27% d'emissions mundials de diòxid de carboni, considerat la principal causa del canvi climàtic; però en aquesta cimera encara no es va decidir què passarà en el període posterior, de 2012 a 2020. De fet uns quants països (Japó, Rússia, Austràlia, Canadà) es van negar a firmar cap pròrroga si no s'implica la Xina (que emet un 24% d'emissions mundials de diòxid de carboni) ni Estats Units (que n'emeten un 21%).[1]